# Ліскова (округа Ружомберок)
Ліскова (словац. Lisková) — село, громада округу Ружомберок, Жилінський край. Кадастрова площа громади — 15.95 км².
Населення 2088 осіб (станом на 31 грудня 2018 року).

## Історія
Ліскова згадується 1252 року.

## Географія
Протікає річка Слячанка.

## Населення
| Рік:            | 1994. | 2004.   | 2014.   | 2024.   |
| --------------- | ----- | ------- | ------- | ------- |
| Кількість осіб: | 2106  | 2127    | 2117    | 1999    |
| Різниця:        |       | +0,99 % | -0,47 % | -5,57 % |

| Рік:            | 2023. | 2024.   |
| --------------- | ----- | ------- |
| Кількість осіб: | 2010  | 1999    |
| Різниця:        |       | -0,54 % |